# Гробниця Кира
Гробниця Кира (перс. آرامگاه کوروش بزرگ) — усипальниця перського царя Кира II Великого, що побудована в VI столітті до н. е.
Розташована у заснованій Кіром II столиці Пасаргади (Іран). Має форму піраміди з шести ступенів, на вершині якої встановлена сама гробниця у вигляді будиночка з одним входом. Осквернена після завоювання Персії Александром Македонським у IV столітті до н. е.

## Історія
Після смерті Кіра в боях проти массагетів, тіло царя забальзамували, доставили в Пасаргади і положили в гробницю.
Давньогрецький історик Арріан так описував це місце: «У Пасаргадах в царському саду знаходиться гробниця Кіра; навколо неї — гаї, що були засаджені різноманітними деревами і зрошувані струмочками, і луг з високою травою … В кімнаті стоїть золота труна, у якому було укладено тіло Кіра, а біля труни — ложе; ніжки ложа золоті, ковані; тут лежали килими з вавилонських тканин і хутряні килими багряного кольору; лежав тут і кандіс і інший одяг вавилонської роботи, і медійські анаксариди, і ризи фіолетові, пурпурні і інших кольорів, і намиста, і шаблі, і сережки із золота з дорогоцінними каменями. Тут же стояв стіл. Посередині ж ложа стояла труна з тілом Кіра. На ложі лежала зброя неймовірної цінності, яким зазвичай користувався Кір…».Плутарх згадує про напис, який був написаний на гробниці:
|  | Людино, хто б ти не була і звідки б ти не йшла, бо я знаю, що ти прийдеш, я — Кір, який придбав царство для персів. Не позбавляй же мене тієї невеликої землі, що оточує моє тіло. |

Тут розповідь Плутарха перегукується з повідомленнями Страбона і Арріана, які спиралися на опис Аристобула: «Людино, я — Кір, син Камбіза, який встановив царство для персів і панував над Азією. Не лишай же мене пам'ятника» (Арріан); «Людино, я — Кір, який придбав царство для персів і володар Азії; не позбавляй же мене пам'ятника»(Страбон). Опис гробниці згідно Страбона і Арріана відповідає параметрам споруди, що виявлена у 1960-ті роки експедицією професора Британського інституту вивчення Персії Д. Стронаха. Будівництво споруди, що ототожнюється з усипальницею Кіра, було розпочато за життя Кіра II і завершено за його сина Камбіса. За повідомленням Арістобула в переказі двох грецьких авторів, Олександр Македонський бував у гробниці Кіра двічі: перший раз при вторгненні в Персиду в 330 році до н. е. Тоді Арістобул виконав наказ Олександра «проникнути всередину і прикрасити гробницю».

### Осквернення гробниці
Про оскверненні гробниці розповідають античні історики Арріан, Курцій Руф, Плутарх і Страбон. Розповідь Курція сильно відрізняється від повідомлень трьох інших авторів. Згідно нього, грабіжники винесли з гробниці золото і срібло, і Олександр при відвідуванні усипальниці не застав нічого, «крім круглого щита, та й то, старого, а також двох скіфських луків і акінак». Все було викрадено, крім підніжжя і труни; тіло було вийняте з труни, яку хотіли розламати, щоб зручніше можна було відвезти, і на ньому видно були ознаки ударів зловмисників, які не встигнувши в своєму намірі, змушені були його залишити. Арістовул каже, що він сам отримав наказ Олександра відновити гробницю, зібрати кістки в домовину, закрити її, виправити пошкодження, і вистеливши підніжжя килимами і всім колишнім багатство, закласти камінням двері і прикласти до неї печатку царя.
За Курцієм, євнух Олександра Багой звинуватив в скоєному свого колишнього кривдника — сатрапа Орсіна, якого Багой особисто зарізав. Страбон, посилаючись на Арістобула, повідомляє про те, що усипальниця була розграбована «незважаючи на охорону в особі магів, які щодня отримували в їжу барана, а раз на місяць — коня». Олександр вирішив допитати магів і «піддав їх тортурам, щоб вони видали, тих хто вчинив пограбування. Піддані катуванням анітрохи не видали ні себе, ні іншого, і іншим будь-яким чином не були викриті в тому, що вони були свідками події. Після цього магів відправили геть від Олександра».

## Архітектура
Гробниця розташована на дорозі на захід від цитаделі. Похоронна камера розмірами 3,16×2,18 м з двосхилим дахом встановлена на шестиступеневий п'єдестал 5,5 м висоти. Вся споруда заввишки 11 м складена з блоків вапняку, висота яких в рядах кладки постаменту послідовно зменшується.
У нижніх карнизах гробниці і її осноа — грецький вигнутий профіль. Гробниця є єдиною спорудою в Персії, що має фронтон.
Під стелею є дві наглухо закриті камери.
Дверний отвір: 1,39 м заввишки і 0,78 м у шириною.
Мусульмани встановлювали на всі боки пам'ятника ряд колон, які були зібрані з території палацу.